# 石川義孝
石川 義孝（いしかわ よしたか）は、山城淀藩の第2代藩主。伊勢亀山藩石川家5代。

## 生涯
万治2年7月30日（1659年9月16日）、山城淀藩石川家初代藩主・石川憲之の次男として誕生した。延宝元年12月22日（1674年1月28日）、元服し、元禄元年4月（1688年5月）中奥小姓となり、元禄4年2月（1691年3月）、狭山藩主・北条氏治の娘を正室として迎えた。元禄6年12月18日（1694年1月13日）従五位下・越前守に叙任した。長兄で嫡子であった昌能、その長男であった勝之とも早世し、勝之の子・総慶が幼少であったことから、宝永2年2月28日（1705年3月23日）嗣子となり、主殿守に改められた。併せて総慶を義孝の養子とした。宝永3年2月25日（1706年4月8日）、父の隠居により家督を継いだ。
宝永5年3月8日（1708年4月28日）、宝永の大火により仙洞御所が炎上したことから、被災後の処理・御所護衛を仰せつかる。また、同6年1月15日（1709年2月24日）寛永寺で行われた5代将軍・徳川綱吉の葬儀に際し、中宮使饗応役を命じられた加賀大聖寺新田藩主・前田利昌が、大准后使饗応役であった大和柳本藩主・織田秀親を同年2月16日（3月26日）に寛永寺吉祥院宿坊で刺殺した。事件後、利昌は淀藩石川義孝預かりとなり、2月18日（3月28日）下谷大名小路の淀藩石川家上屋敷（現東京都台東区上野1丁目）で切腹した。
宝永7年9月2日（1710年10月23日）、52歳で死去し、養嗣子の総慶が家督を継いだ。

## 系譜
父母
- 石川憲之（父）
- 梅園実清の娘（母）

正室
- 北条氏治の娘

養子
- 石川総慶 - 石川勝之の長男